# Sant Magí
Sant Magí fou un ermità del segle iii, nascut a Tarragona (o, segons algunes tradicions, a Borgonya, on havia estat el fill d'una noble casa), martiritzat pels romans a començament del segle iv. Canonitzat, és el sant patró de la ciutat de Tarragona.

## Vida i llegendes
Retirat a una cova al nord de la Brufaganya (a l'actual terme de Pontils, prop del terme veí de Bellprat), va fer-hi vida eremítica durant trenta anys. En arribar el prefecte Dacià a Tarragona, va iniciar la persecució dels cristians, d'acord amb l'edicte de l'emperador Maximià.
Dacià, veient que les prèdiques i miracles de Magí convertien molta gent al cristianisme, el feu anar a buscar amb l'objectiu de fer-li abjurar de la seva religió; en no assolir-ho, el feu empresonar. Aureli Capmany n'explica una de les llegendes que seguiren llavors:
"Volgué castigar Déu al causant d'aquest procedir contra el seu servent i va fer que el dimoni es possessionés del cos de la seva filla. Com fos que tots el remeis que li aplicaven no guarien el seu mal i fins el dimoni deia que no l'abandonaria si Magí no ho manava, varen treure'l de la presó i el feren comparèixer a presencia de la malalta, la qual guarí tot seguit. Ella agraïda, demanà al seu pare que deixes Magí en llibertat, però en contra de tal demanda el feu tancar en altra presó més dura que la primera, on romangué fins que varen aparèixer uns àngels que obriren les portes i trencaren les cadenes que li havien posat. Magí, quan es veié lliure, s'escapà de Tarragona, i sortí pel portal de la muralla anomenat del "Carro", i tornà a la seva cova."
"En saber que havia fugit, sortiren a buscar-lo amb l'ordre donada als seus perseguidors que allà on el trobessin fos degollat. I succeí que els que sortien de Tarragona per aquell mateix portal om Magí havia passat, es tornaven cecs o morien, i els que passaren per altres portals pogueren arribar a la cova. El tragueren d'allí arrossegant-lo i pegant-li amb tanta de crueltat, que li rajava sang de tot el seu cos. Trobant-se els que el martiritzaven cansats i assedegats, li demanaren aigua, i li prometeren que si els en proporcionava el deixarien en llibertat; i llavors el pietós Sant Magí, oblidant les injúries rebudes, pegà tres cops amb son gaiato a la roca viva i feu sortir tres fonts que rajaven una aigua dolça i agradable."
"Els perseguidors es feren passar la set i quedaren adormits, mentre que Magí se'n tornava altra vegada a la cova a continuar les seves oracions. En despertar-se, veient que el sant havia marxat, tornaren a la cova a agafar-lo i el varen matar; i en l'indret on fou degollat es construí temps després, una capella. Recordant que aquella aigua era tan bona, tothom anava a beure d'aquella font, però trobaren que llavors s'havia tornat desagradable i fins inútil per a cuinar i netejar; si bé conservava la virtut que qui en bevia guaria de malalties, si en fer-ho invocava la protecció del màrtir de la Brufaganya."
La mort se situa entre l'any 296 i el 306. Al lloc del martiri es va aixecar l'actual Santuari de Sant Magí de Brufaganya.

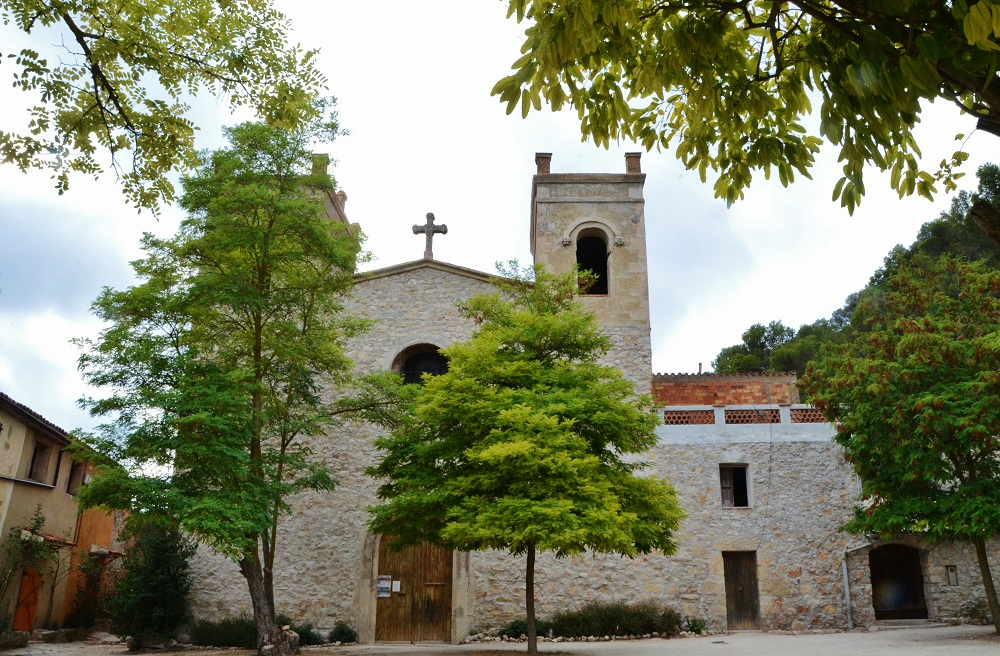
Santuari de Sant Magí de Brufaganya
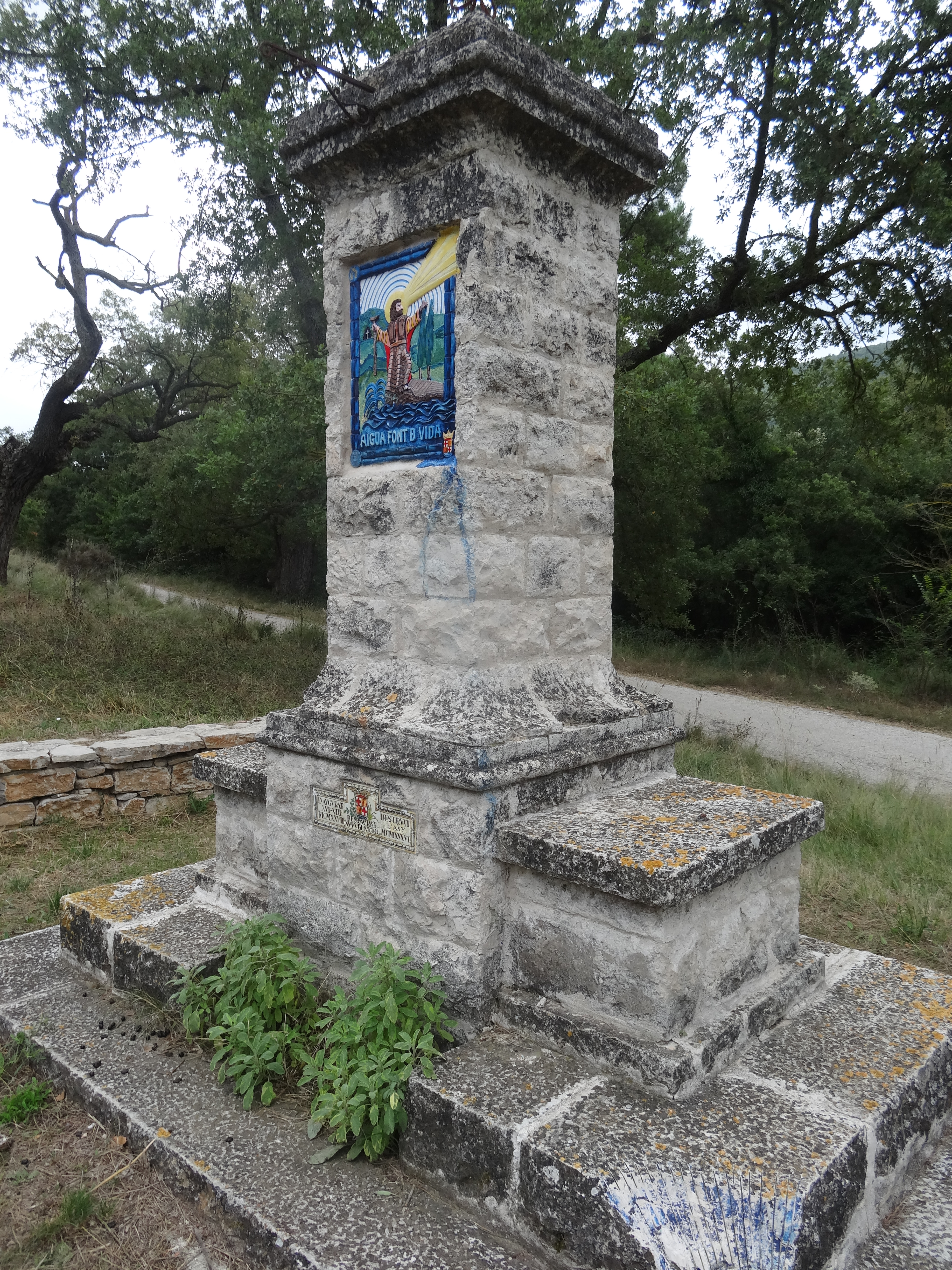
Pedró Igualadí dedicat al sant, a Sant Magí de Brufaganya
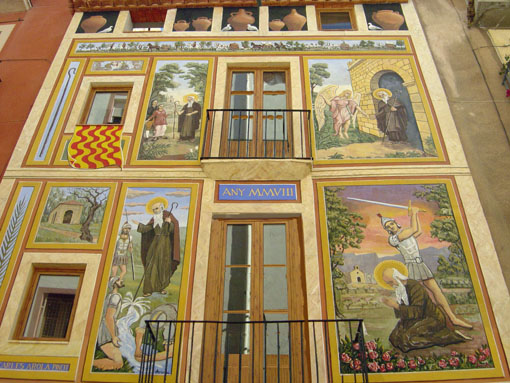
Mural amb la història de Sant Magí, per Carles Arola, 2008 (Tarragona, Carrer del Carro)
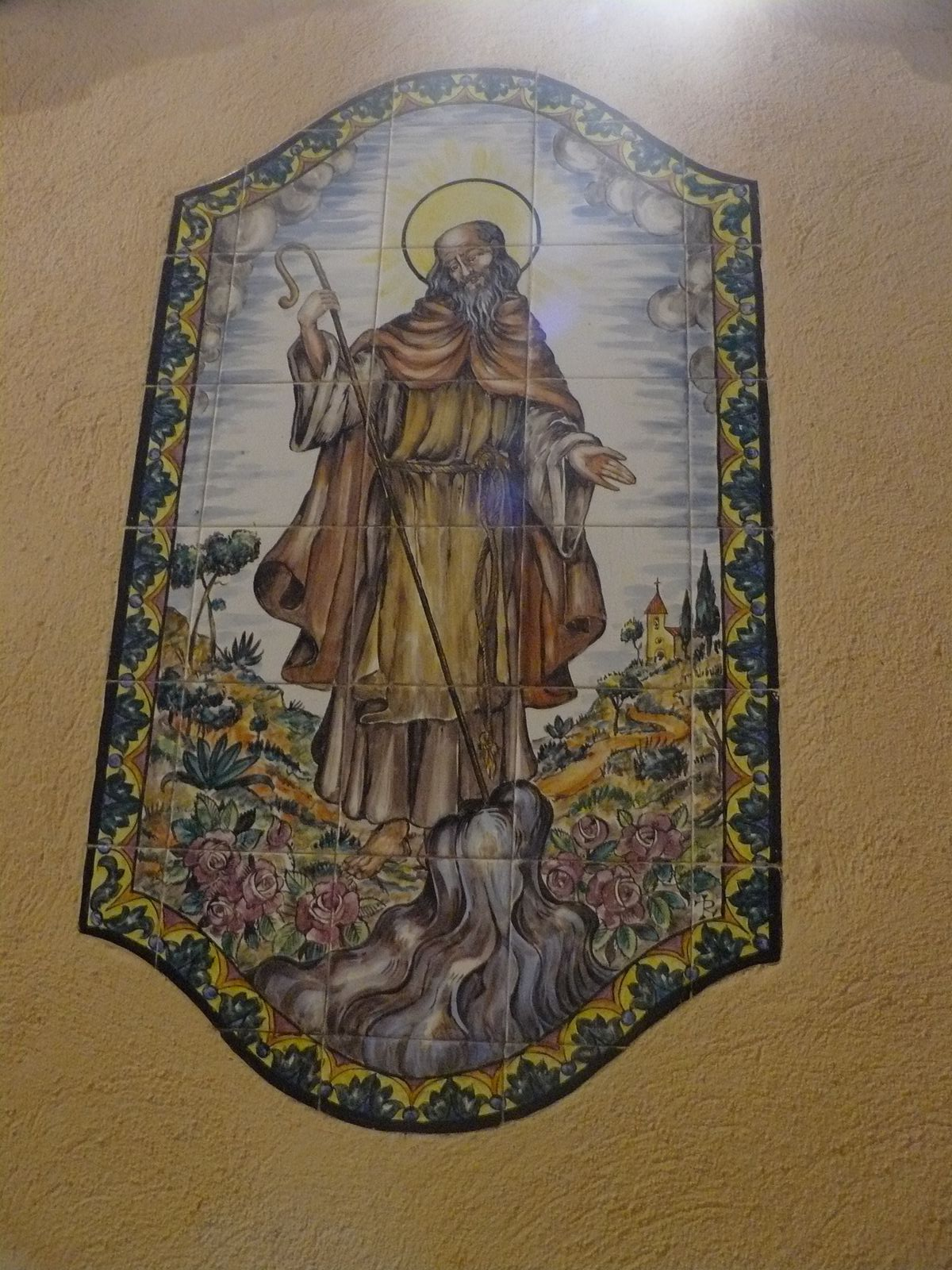
Plafó de rajola amb Sant Magí, a Tarragona
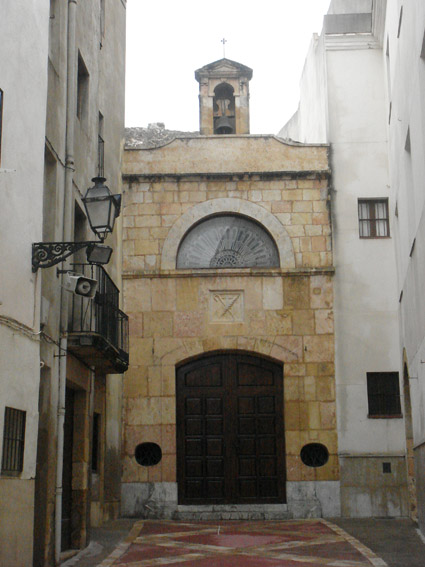
Capella de Sant Magí al Portal del Carro, a Tarragona

### L'aigua de Sant Magí
Diu la tradició que Sant Magí va fer brollar miraculosament l'aigua donant tres cops a terra amb el seu bastó. També es diu que el dia del Sant, el 19 d'agost, cal banyar-se els peus a les fonts set vegades, i que cal endur-se una mica d'aigua a casa. Durant segles, poblacions com Barcelona, Tarragona, Lleida, Cervera o Igualada han anat a buscar aigua de les fonts de Sant Magí de Brufaganya, per fer-la entrar després de manera solemne al seu municipi i repartir-la entre els veïns.

### Festes de Sant Magí a Tarragona
A banda de les virtuts atribuïdes per la tradició a l'aigua de les fonts que feu brollar el sant, aquesta aigua té un paper important durant les festes de Sant Magí a Tarragona, quan des de les fonts del Brufaganya es porten bótes d'aigua a la ciutat de Tarragona, en carros. El seguici popular, format per gegants, nans, grallers i, antigament, també per la Guàrdia Urbana muntada a cavall, rep els carruatges i els condueix fins a la plaça de la Font, on l'aigua és beneïda i portada al carrer del Portal del Carro, on els tarragonins poden beure'n o comprar-ne.

### La processó de Sant Magí de Tarragona
Es té constància documental de la processó de Sant Magí recorrent els carrers de la ciutat antiga de Tarragona des de l'any 1847. Aquesta processó sempre havia estat molt més senzilla que la de la festa gran de Santa Tecla, perquè no sortien tants elements locals, per la qual cosa l'Administració de la capella s'esforçava a portar grups festius convidats d'altres procedències.
El 1997, coincidint amb els 150 anys de la processó, l'Ajuntament i l'Administració decidiren reprendre el costum, que continuà amb molt lluïment durant alguns anys. Fou suprimit pel govern municipal socialista. Actualment, en aquesta processó es poden veure gegants, nans, grups de grallers, bastoners i castellers.

### Festes de Sant Magí a Igualada
La portada d'aigües de Sant Magí de Brufaganya cap a Igualada tradicionalment es realitzava el dia 16 d'agost, ja que Igualada celebrava aquest dia una de les seves festes. La comitiva sortia el dia abans cap a la Conca de Barberà. S'esperava tres dies abans de ser repartida a la població, el 19 d'agost, dia de Sant Magí. El 1996 es va recuperar la tradició per part de Jaume Duran, president dels Amics dels Cavalls de l'Anoia, i la demanda d'aigua de Sant Magí a Igualada ha anat en augment.
Actualment, el dia del Sant, el 19 d'agost, els Amics dels Cavalls de l'Anoia reparteixen l'aigua que han portat en carro des de Sant Magí de la Brufaganya fins al carrer de Sant Magí d'Igualada. També es poden degustar els ‘maginets', tradicionals pastissets en honor del sant, gentilesa de la Pastisseria Pla. L'any 2014 es repartiren més 1500 gots d'aigua i també s'ompliren moltes ampolletes i el cantir no parava. A les 9 del matí a la Basílica de Santa Maria a l'altar del Sant Crist i presidit per una imatge de Sant Magí del Segle XVI provinent de l'antiga capelleta de Sant Magí que es troba al pla anomenat Sant Magí (al Poble Sec) després de l'Eucaristia es beneí l'aigua i els típics Maginets. Aquest any coincidia amb la festa major.

### Festes de Sant Magí a Cervera
La festa de Sant Magí de Cervera se celebra al barri de Sant Magí i consisteix en el repartiment de l'aigua miraculosa portada des del Santuari de Sant Magí de la Brufaganya amb mules i cavalls carregats d'argadells guarnits amb boix.
Sant Magí era tradicionalment un sant molt venerat pel dominics. En el segle xiii frares d'aquesta congregació estaven instal·lats a Cervera, ja que tenien un convent situat sota l'església parroquial de Santa Maria, en l'actual carrer Sant Magí i antigament carrer de la Vall de Predicadors, i començaren a inculcar la devoció per Sant Magí. L'any 1786 els veïns demanaren a l'Ajuntament que se'ls concedís un terreny per a edificar-hi la capella de Sant Magí. L'any 1787 visitaren el bisbe de Solsona perquè els donés el permís per edificar la capella. Aquell mateix any es posava la primera pedra i el 19 d'agost de 1790 es beneí la nova església.
S'han conservat uns goigs dedicats a Sant Magí impresos el 1768 a la Impremta de la Universitat de Cervera. Els dominics possiblement també fomentaren el costum d'anar a buscar l'aigua miraculosa a les fonts de la Brufaganya, on hi havia un convent d'aquest orde sota l'advocació de Sant Magí. Es marxava de Cervera la matinada del 15 d'agost amb carros fins a Santa Coloma de Queralt i des d'allà fins a les fonts de Sant Magí amb els animals (sense carros, ja que no hi havia camí), on s'omplien els càntirs que anaven dins els argadells dels rucs i mules. També es collia boix i espígol per guarnir l'església i el carrer. Després es feia la tornada per arribar a Cervera el dia 18, vigília de la festa, cap al tard.
Actualment la festa es manté. El dia 15, festivitat de la Mare de Déu d'agost, es va a Sant Magí de la Brufaganya a buscar l'aigua miraculosa, amb cotxes i camions, o a peu recorrent els antics camins de carro acompanyats de gent amb bicicletes i cavalls. Un cop a Sant Magí, s'omplen els càntirs d'aigua i es cull boix i espígol que el dia de la festa es tirarà a l'interior de l'església i al carrer. El dia 18 d'agost cap al tard es fa l'entrada de l'aigua amb les mules i els rucs que porten els tradicionals argadells guarnits amb boix. Van acompanyats d'una banda de música que toca dues "havaneres" tradicionals, pròpies de la diada i un home que, vestit com el sant, obre la marxa. Aquesta comença a la plaça de l'Estació i va fins a la placeta de Sant Magí. L'endemà, dia de la festa, després de la missa del matí, les bèsties fan un recorregut per la ciutat repartint l'aigua miraculosa. La festa acaba un dinar festiu, jocs per a la mainada i ball pel jovent.